# Vincent Rolland
Pour les articles homonymes, voir Rolland.
Vincent Rolland, né le 1er février 1970 à Moûtiers (Savoie), est un homme politique français.
Membre des Républicains, il est député de la 2e circonscription de la Savoie entre 2002 et 2007, puis de nouveau à partir de 2017. Il est également conseiller départemental de la Savoie, élu dans le canton de Moûtiers, depuis 2015.

## Biographie
Père de trois enfants, moniteur de ski (national), il travaille avec Hervé Gaymard après l'obtention d'une maîtrise de sciences économiques à l'université de Lyon.
Vincent Rolland est d'abord élu conseiller municipal de Pralognan-la-Vanoise en 1995. Il devient deux ans plus tard adjoint au maire Claude Vion. Il est élu l'année suivante, en 1998, conseiller général du canton de Bozel.
Il est élu député-suppléant le 16 juin 2002, pour la XIIe législature (2002-2007), dans la deuxième circonscription de la Savoie, puis devient titulaire quand Hervé Gaymard est confirmé ministre de l'Agriculture dans les gouvernements Jean-Pierre Raffarin. Il fait alors partie du groupe UMP.
Il est réélu en 2004 conseiller général au 1er tour avec 68,86 % des voix. Il devient vice-président du conseil général de la Savoie.
En 2007, Hervé Gaymard est candidat à la députation, puis siège effectivement à l'Assemblée nationale. Vincent Rolland redevient suppléant de ce dernier.
Lors des élections municipales de 2008, Vincent Rolland décide de quitter ses fonctions municipales à Pralognan-la-Vanoise pour se présenter en 3e position sur la liste UMP à Albertville menée par le maire sortant de la ville Albert Gibello. Avec 49,04 % des voix, la liste est battue par le candidat de l'union de la gauche Philippe Masure.
Il est réélu en 2011 conseiller général avec 64,68 % dès le 1er tour.
En 2012, Hervé Gaymard est candidat à un quatrième mandat de député, et siège effectivement à l'Assemblée nationale. Vincent Rolland est toujours son suppléant.
En 2014, Vincent Rolland est à nouveau candidat à Albertville, cette fois-ci en deuxième position sur la liste DVD menée par Martine Berthet. La liste récoltant au 2d tour dans le cadre d'une triangulaire 49,95 % des voix, Vincent Rolland devient 1er adjoint à la maire d'Albertville.
L'année suivante, lors des élections départementales de 2015, il se présente dans le canton qui a absorbé son ancien canton de Bozel, le canton de Moûtiers, en binôme avec Jocelyne Abondance. Ils sont élus au 2d tour avec 55,53 % des voix face à un binôme divers droite. Il est reconduit dans ses fonctions le 2 avril 2015 de vice-président du conseil départemental de la Savoie.
En juin 2017, il devient député de la 2e circonscription de la Savoie (Tarentaise-Albertville-Beaufortain-Val d'Arly), avec 57,17 % des voix au second tour et doit abandonner son siège au conseil municipal d'Albertville, en conformité avec la loi sur le non-cumul des mandats.
Il parraine Laurent Wauquiez pour le congrès des Républicains de 2017, scrutin lors duquel est élu le président du parti.

## Mandats

### Conseiller municipal
- 18 juin 1995 - 31 janvier 1997 : membre du conseil municipal de Pralognan-la-Vanoise (Savoie)
- 1er février 1997 - 18 mars 2001 : adjoint au maire de Pralognan-la-Vanoise
- 18 mars 2001 - 16 mars 2008 : adjoint au maire de Pralognan-la-Vanoise
- 17 mars 2008 - 26 août 2017 : membre du conseil municipal d'Albertville (Savoie)

### Conseiller général / départemental
- 23 mars 1998 - 28 mars 2004 : membre du conseil général de la Savoie (élu dans le canton de Bozel)
- 29 mars 2004 - 26 août 2017 : vice-président du conseil général de la Savoie
- depuis le 2 avril 2015 : conseiller départemental du canton de Moûtiers

### Député
- 19 juillet 2002 - 19 juin 2007 : député de la deuxième circonscription de la Savoie (à la suite de l'entrée au gouvernement d'Hervé Gaymard, député titulaire)
- depuis le 19 juin 2017 : député de la deuxième circonscription de la Savoie